# Latin Boys Go to Hell
Latin Boys Go to Hell – amerykańska kryminalna komedia romantyczna w reżyserii Ela'ego Troyano z 1997 r. nakręcona na podstawie na podstawie powieści Andre Salasa.